# Tancrède (Campra)
Pour les articles homonymes, voir Tancrède.
Tancrède est une tragédie lyrique d'André Campra, sur un livret d'Antoine Danchet, représentée à l'Académie royale de musique le 7 novembre 1702.

## Rôles
| rôle                              | voix             | distribution(chef d'orchestre : Marin Marais) |
| --------------------------------- | ---------------- | --------------------------------------------- |
| Un sage enchanteur                | haute-contre     | Jacques Cochereau                             |
| La paix                           | soprano          | Mlle Clément L.                               |
| Suivantes de la paix              | sopranos         | Mlles Clément P. et Loignon                   |
| Tancrède, un croisé               | baryton-basse    | Gabriel-Vincent Thévenard                     |
| Argant                            | baryton-basse    | Charles Hardouin                              |
| Clorinde                          | contralto/alto   | Julie d'Aubigny (La Maupin)                   |
| Herminie, fille du roi d'Antioche | soprano          | Marie-Louise Desmatins                        |
| Isménor, sorcier                  | baryton basse    | Jean Dun père                                 |
| Les guerrières                    | sopranos         | Mlles Dupeyré, Lallemand et Loignon           |
| Un sylvain                        | haute-contre     | Antoine Boutelou                              |
| Une dryade                        | sopranos         | Mlles Loignon et Bataille                     |
| Une nymphe                        | soprano          | Mlle Dupeyré                                  |
| La vengeance                      | ténor (travesti) | Claude Desvoyes                               |

Clorinde, destiné à Mademoiselle de Maupin, « passe pour être le premier grand rôle d'alto féminin dans l'opéra français ».

## Argument
L’argument emprunté à La Jérusalem délivrée du Tasse, se déroule du temps des
croisades et repose sur les amours tragiques du chevalier avec la sarrasine Clorinde, qu’il finit par tuer
en combat singulier, alors que cette dernière l’affronte sous l’armure d’un autre.

## Discographie
- Jean-Claude Malgoire : François Le Roux (Tancrède) ; Daphné Evangelatos (Clorinde) ; Catherine Dubosc (Herminie) ; Le Pierre-Yves Maigat (Argant) ; Gregory Reinhart (Isménor) ; chœur Sixteen ; La Grande Écurie et la Chambre du Roy (1986, Erato) (OCLC 638171107)
- Olivier Schneebeli : Benoît Arnould, Isabelle Druet, Chantal Santon, Alain Buet, Éric Martin-Bonnet ; Les chantres du Centre de Musique Baroque de Versailles ; Orchestre Les temps présents (6-7 mai 2014, Alpha) (OCLC 911089075)

Extraits
- Catherine Dussaut ; Jacques Bona ; Armand Arapian ; Ensemble vocal d'Avignon ; Ensemble instrumental de Provence, dir. Clément Zaffini (1981, Pierre Verany) (OCLC 702365382)